# Friedrich Ludwig (Hohenlohe-Ingelfingen-Öhringen)

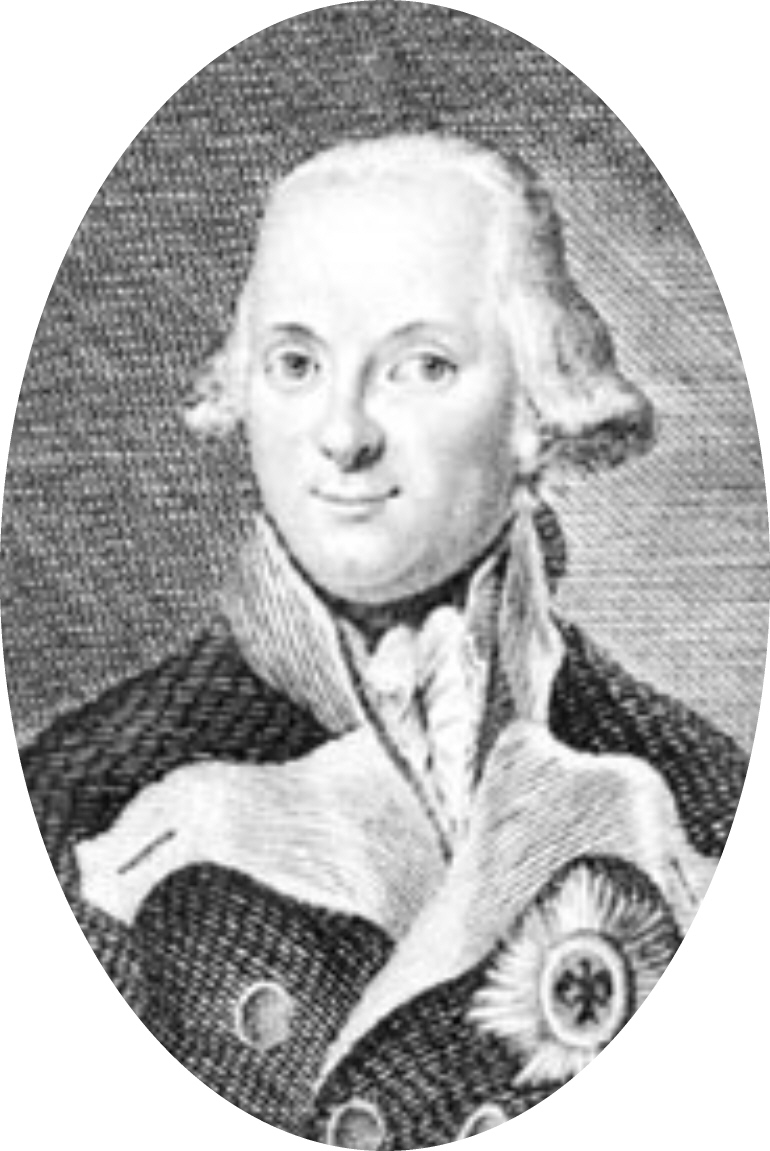
Friedrich Ludwig zu Hohenlohe-Ingelfingen

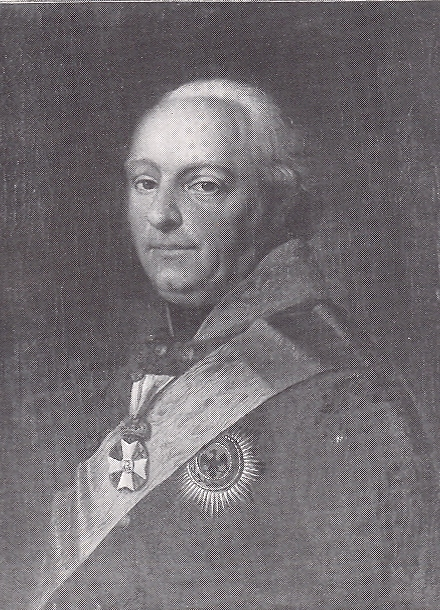
Friedrich Ludwig zu Hohenlohe-Ingelfingen

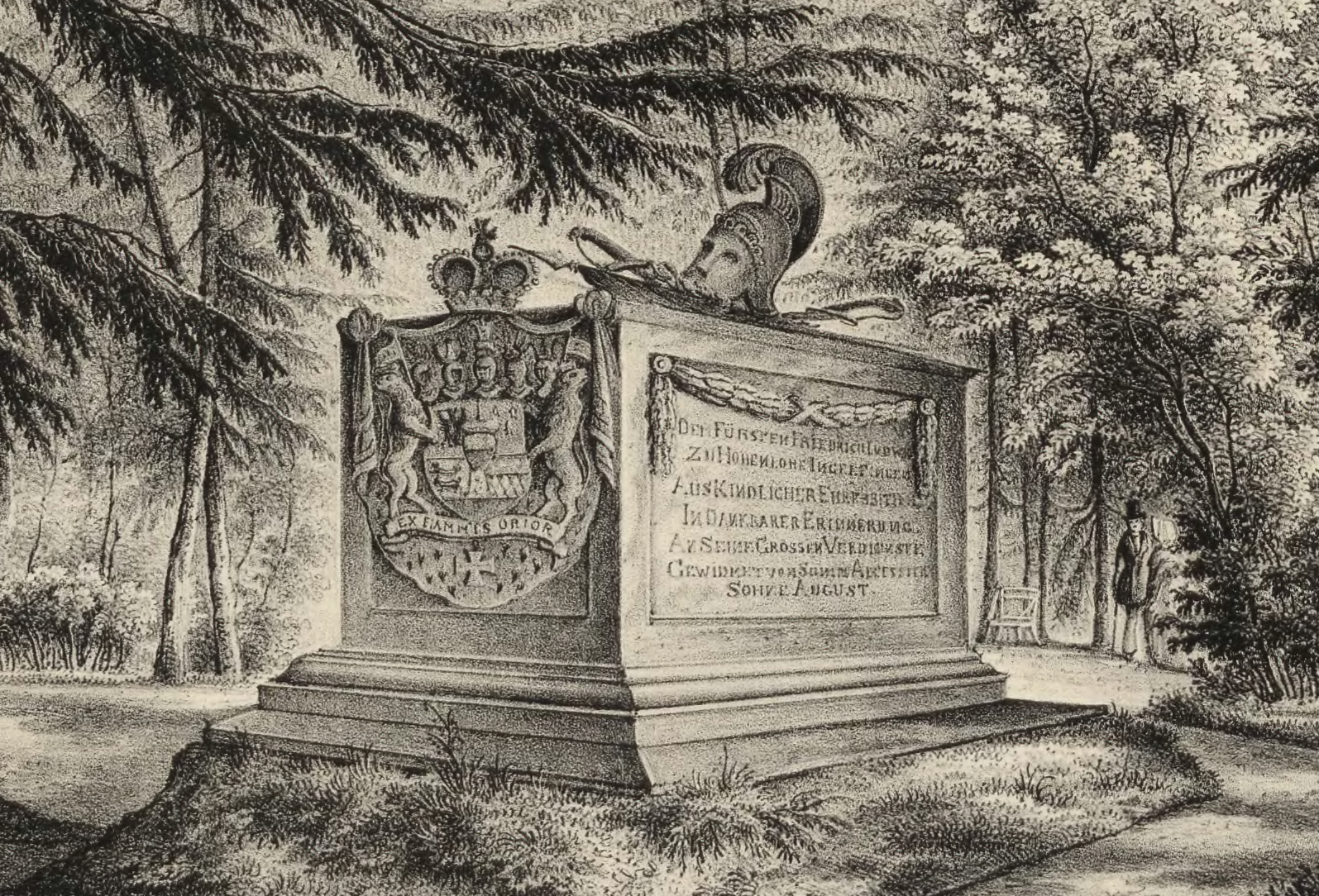
Das Grabmal von Friedrich Ludwig zu Hohenlohe-Ingelfingen in Slawentzitz im 19. Jahrhundert

Friedrich Ludwig Fürst zu Hohenlohe-Ingelfingen (* 31. Januar 1746 in Ingelfingen; † 15. Februar 1818 in Slawentzitz) war ein preußischer General der Infanterie.

## Leben
Der Sohn von Heinrich August Fürst zu Hohenlohe-Ingelfingen und Wilhelmine Eleonora Gräfin zu Hohenlohe-Öhringen (* 20. Februar 1717; † 30. Juli 1794). 1782 gelangte er durch seine Heirat mit Amalie Gräfin von Hoym in den Besitz der Herrschaft Slawentzitz in Oberschlesien. 
Zwischen 1796 und 1806 war er Fürst zu Hohenlohe-Ingelfingen, von 1805–1806 Fürst zu Hohenlohe-Öhringen. 1804 erwarb er die Herrschaften Landsberg und Koschentin. Die Herrschaft Öhringen erbte sein ältester Sohn Friedrich August Fürst zu Hohenlohe-Öhringen, die Herrschaft Ingelfingen sein jüngerer Sohn, der preußische Politiker Adolf Prinz zu Hohenlohe-Ingelfingen.

## Militärkarriere
Im Siebenjährigen Krieg kämpfte er in den Reihen der Reichsarmee gegen Preußen. Am 31. Oktober 1766 trat der Erbprinz als Major in das preußische Heer ein und kam im Jahr darauf als Kompaniechef zum Infanterieregiment „von Tauentzien“. Im November 1778 wurde er als Oberst Kommandeur des Regiments und nahm am Kartoffelkrieg teil. Der König ernannte Friedrich Ludwig am 1. März 1786 zum Chef des Infanterieregiments „Alt-Rothkirch“ und beförderte ihn gleichzeitig zum Generalmajor. Im September 1790 wurde er zum Ritter des Schwarzen Adlerordens geschlagen.
Während des Ersten Koalitionskrieges kommandierte Hohenlohe-Ingelfingen in der Zweiten Schlacht bei Weißenburg ein Detachement der Koalitionstruppen und zwei Jahre später ein Truppenkontingent, das am 28. März 1795 sein Hauptquartier in Frankfurt am Main bezog, um die im Frieden von Basel vereinbarte Demarkationslinie zwischen französischen und preußischen Truppen zu überwachen. Durch die Anwesenheit preußischer Truppen blieb die Freie Reichsstadt Frankfurt von einer erneuten Besetzung durch die französische Armee nach 1792 verschont, während zwischen Frankreich und Österreich weiterhin Krieg herrschte. Im September 1795 spitzte sich die Situation zu, als sich französische und kaiserliche Truppen vor der Stadt zusammenzogen. Der Senat lehnte mit Unterstützung Hohenlohe-Ingelfingens französische und österreichische Forderungen ab, die Stadt zu öffnen. Nach dem Sieg der Österreicher unter Feldmarschall Karl von Clerfayt über die Franzosen unter Marschall Jourdan in der Schlacht von Höchst am 10. Oktober 1795 war die Gefahr für die Stadt vorerst gebannt.
Der Senat wollte Hohenlohe-Ingelfingen für seine Verdienste um die Stadt mit einem Geldgeschenk belohnen. Als er dies ablehnte, ernannte ihn der Senat am 10. November 1795 zum ersten Ehrenbürger von Frankfurt. Am 11. November verließ er die Stadt, um ein Kommando in Breslau anzutreten. Ab August 1804 war er Gouverneur von Ansbach-Bayreuth sowie Generalinspekteur der neu in Thüringen aufgestellten Truppen. Der russische Kaiser Alexander I. verlieh ihm am 13. November 1805 in Dresden den St. Andreas-Orden. In der Schlacht bei Jena erlitt das von ihm geführte preußisch-sächsische Korps am 14. Oktober 1806 eine schwere Niederlage gegen die französische Hauptarmee unter Napoléon Bonaparte. Als die in Massen flüchtenden Soldaten in der Nacht bei Buttelstädt auf die sich aus der Schlacht bei Auerstedt zurückziehende preußische Hauptarmee trafen, ging deren Rückzug in eine Flucht über. Am 16. Oktober übertrug König Friedrich Wilhelm III. Hohenlohe den Oberbefehl über die nach Nordosten fliehenden Truppen. Von der Rückzugslinie nach Berlin abgedrängt, versuchte Hohenlohe in weitem Bogen über Magdeburg und Neuruppin zur Oder zu gelangen, wo Preußen eine Verteidigungslinie aufbauen wollte.
Kurz vor Erreichen des Ziels kapitulierte Hohenlohe am 28. Oktober 1806 bei Prenzlau infolge der falschen Lagebeurteilung seines Generalquartiermeisters Oberst Christian von Massenbach mit 10.000 Mann vor einem weit unterlegenen Gegner auf freiem Feld. Die Nachricht entmutigte eine Reihe noch intakter preußischer Verbände und Festungen und zog deren Kapitulation nach sich. Hohenlohe blieb bis 1808 in französischer Kriegsgefangenschaft.
Nachdem er schon im August 1806 den Fürstentitel auf seinen Sohn übertragen hatte, zog sich Hohenlohe auf seine Güter in Oberschlesien zurück und starb als verbitterter Mann in Slawentzitz. Im Schlosspark wurde ihm zu Ehren ein massives Grabmal aus Eisenguss errichtet, das mit dem Leitspruch derer zu Hohenlohe Ex flammis orior (deutsch: „Aus Flammen bin ich entstanden“) verziert war.

## Familie
Friedrich Ludwig heiratete am 8. April 1782 in Glaina Amalie Charlotte Marianne Louise Christiane Gräfin von Hoym (* 6. Oktober 1763 in Mainz; † 20. April 1840 in Marienhof), Tochter des Julius Gebhard Graf von Hoym und der Christiane Charlotte Sophie geb.  von Dieskau. Das Paar wurde 1799 geschieden. Es hatte folgende Kinder:
- Friedrich August II. Carl (1784–1853) ⚭ 28. September 1811 Luise von Württemberg (* 4. Juni 1789; † 16. Juni 1851)
- Adelheid Charlotte Wilhelmine (* 20. Januar 1787 in Breslau; † 20. August 1858) ⚭ 9. Juli 1812 Ludwig zu Hohenlohe-Kirchberg (* 16. September 1786; † 25. Dezember 1836)
- Luise Sophie Emilie (* 20. November 1788 in Breslau; † 1. Oktober 1859) ⚭ 26. Juni 1810 Albrecht zu Erbach-Fürstenau (* 18. Mai 1787; † 28. Juli 1851)
- Auguste Charlotte Friederike Sophie Amalie (* 16. November 1793 in Walluf; † 8. Juni 1821) ⚭ 19. Juli 1816 Karl von Hessen-Philippsthal-Barchfeld (* 27. Juni 1784; † 17. Juli 1854)
- Ludwig Karl (* 16. November 1794 in Ingelfingen; † 14. Dezember 1794)
- Adolf Karl Friedrich Ludwig (1797–1873), preußischer Ministerpräsident und General der Kavallerie ⚭ 19. April 1819 Luise zu Hohenlohe-Langenburg (* 22. August 1799; † 17. Januar 1881)
- Alexander Ludwig Karl Heinrich (* 3. Juni 1798 in Altscheidnig; † 23. März 1829)